# Velika Ježevica
Velika Ježevica (Servisch cyrillisch Велика Јежевица) is een plaats in de Servische gemeente Požega. De plaats telt 481 inwoners (2002).